# Jan ze Słupcy (rektor)
Jan ze Słupcy (ur. 1408 w Słupcy, zm. 2 sierpnia 1488 w Krakowie) – rektor Akademii Krakowskiej w latach 1452–1453 i 1476–1477, posiadał uprawnienia notarialne.

## Życiorys
Syn mieszczanina słupeckiego Mikołaja.
W 1429 roku Jan wstąpił na Wydział Artium w Krakowie. W roku 1432 otrzymał bakalaureat artium, a następnie w roku 1433 uzyskał stopień mistrza filozofii. W latach 1433–1450 związał się z Wydziałem Sztuk Wyzwolonych; początkowo jako wykładowca filozofii a w latach 1439 i 1450 jako dziekan wydziału. W roku 1452 otrzymał magisterium z teologii.
W 1440 r. Jan został kolegiatem i kantorem kościoła św. Floriana.  W tym samym okresie objął probostwo olkuskie. Od roku 1466 mieszkał w Krakowie, gdzie do roku 1469 sprawował funkcje proboszcza parafii św. Mikołaja. Od 1469 roku był altarystą w kościele Wszystkich Świętych, a w 1475 r. kanonikiem Kapituły krakowskiej. W latach 1487–1488 sprawował funkcję podkanclerza uniwersytetu.

## Twórczość
Jan ze Słupcy głównie kopiował dzieła ojców kościoła m.in. dzieła św. Tomasza z Akwinu (I część Summy Teologicznej),  Piotra z Tarantazji, Jana z Damaszku, Grzegorza Wielkiego, św. Augustyna, Bernarda z Clairvaux oraz późniejszych komentatorów Arystotelesa z XIV wieku. Do dziś zachowały się jego komentarze do Metafizyki Arystotelesa, oraz De coelo et mundo, De Sensu et sensato, De memoria et reminiscentia i De Somno et wigilia. Prowadził badania nad "Księgi Genesis", zostawiając, posługując się listami św. Hieronima, warianty nieautoryzowanych przekładów greckich Biblii. Pisywał również kazania m.in. o św. Wojciechu i o św. Stanisławie i kazania niedzielne.
Wszystkie dzieła obce, które przepisywał opatrywał obszernym kolofonem, podając datę ukończenia przepisania, tytuł dzieła i autora. Swoje zbiory ksiąg rękopiśmiennych zapisał lub darował Uniwersytetowi Krakowskiemu.
Jan ze Słupcy zmarł w Krakowie 2 sierpnia 1488 roku. Na jego grobowcu w katedrze św. Stanisława i św. Wacława w Krakowie wyryto napis:

Roku Pańskiego 1488 drugiego sierpnia zmarł szanowany i znamienity magister nauk wyzwolonych, Jan ze Słupcy, profesor fr. teologii i kanonik krakowski, tutaj pod tym kamieniem spoczywa. Módlcie się za nim.